# HMS Peony (1940)
HMS Peony (англ. ЕВК «Пеони»), в составе ВМС Греции «Сахтурис II» (греч. ΒΠ Σαχτούρης ΙΙ) — британский и греческий корвет типа «Флауэр», участвовавший во Второй мировой войне.

## История

### Начало службы
Заказ на строительство корвета был дан 19 сентября 1939. Его заложили 24 февраля 1940 на верфях «Харлэнд энд Вулфф» в Белфасте, спустили на воду 4 июня. В состав КВМС Великобритании корвет принят 2 августа в 10-ю группу корветов Средиземноморского флота (Александрия). «Пеони» сопровождал конвои: как в прибрежных водах Британских островов, так и в Средиземном море и в африканских колониях. В феврале 1941 года был зачислен в группу минных тральщиков и специально переоборудован, с июля 1941 года занялся борьбой с подлодками (оказав в том же месяце помощь группе транспортов близ Кипра).

### Первые серьёзные операции
8 октября 1941 «Пеони» вступил в первый бой с подлодкой при поддержке эсминца «Вендетта», трёх корветов и двух охотников за ПЛ, но субмарина ушла от погони. В декабре 1941 года «Пеони» принял участие в первой серьёзной спасательной операции: польский пароход «Варшава» из конвоя AT-6, шедшего из Александрии в Тобрук, был торпедирован субмариной U-559. 23 человека на пароходе погибли, остальных сумел спасти корвет при помощи эскортного эсминца «Эвон Вэйл».
24 декабря 1941 U-568 торпедировала корвет «Сальвия» в 190 км к западу от Александрии: на нём перевозились как припасы, так и около ста выживших с торгового судна «Шунтьен», торпедированного чуть ранее. «Пеони», однако, не успел вовремя прибыть к месту крушения: на месте катастрофы было только найдено огромное нефтяное пятно.

### В греческом флоте
В 1943 году «Пеони» был передан греческому флоту в изгании по программе ленд-лиза и был переименован в «Сахтурис» в честь Георгиоса Сахтуриса, греческого адмирала времён войны Греции за независимость. Этот корабль стал первым, который получил имя Сахтуриса: вторым стал американский эсминец «Арнольд Дж. Избелл». До конца войны корвет был в составе греческого флота, также участвовал в Гражданской войне в Греции на стороне монархистов.
В начале 1950-х годов по плану Маршалла Греции начали поставлять американские корабли: в состав флота вошли четыре эсминца типа «Кэннон», что сделало корветы типа «Флауэр» уже ненужными грекам. В сентябре 1951 года «Пеони» вернулся в состав флота Великобритании, а 21 апреля 1952 был пущен на слом.